# UBOS: Ultimate Book of Spells
UBOS: Ultimate Book of Spells este un serial de televiziune animat pentru copii din 2001-2002, produs de BKN International. [1] A rulat pentru 26 de episoade.
Inspirat de populara serie de cărți și filme Harry Potter, emisiunea prezintă un trio de „vrăjitori în pregătire” la o școală privată fermecată condusă de Miss Crystalgazer. Cassy este o vrăjitoare junioră, Verne este un vrăjitor junior pe jumătate de elf / pe jumătate uman și Gus este un „mortie” promițător, adică un om care nu este magic. Cu îndrumarea despre Cartea finală a vrăjilor (aka UBOS), cei trei trebuie să lupte cu vrăjitorul rău Zarlak, care încearcă să fure toate vrăjile lumii. [2]